# Igor Muchin

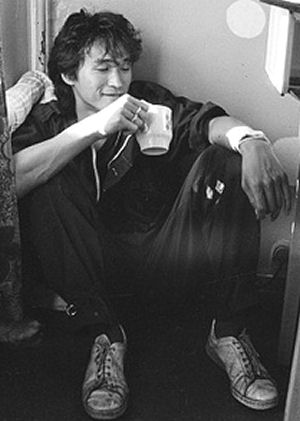
Moskva 1986, Viktor Coj

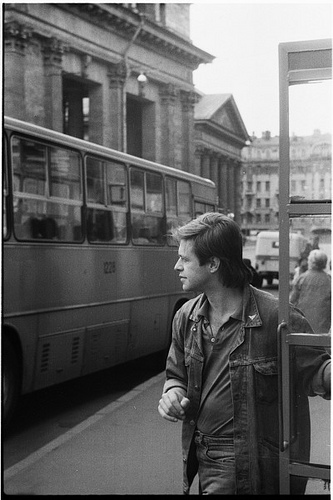
Leningrad 1987, Boris Grebenščikov

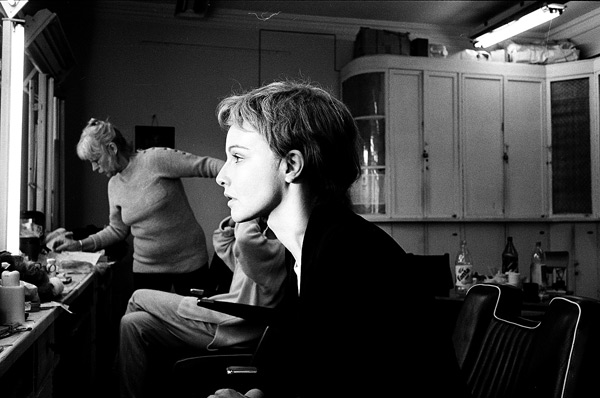
Tatjána Drubin, make-up při natáčení filmu Moskva, 1997

Igor Vladimirovič Muchin (rus. Игорь Владимирович Мухин, 19. listopadu 1961 Moskva) je sovětský a ruský fotograf.

## Životopis
Narodil se v roce 1961 v Moskvě. Po absolvování vysoké školy pracoval v ústavu stavebních konstrukcí, pak působil jako kontrolor u bezpečnostní policie. V období 1985–1986 absolvoval studium u výtvarníka Alexandra Lapina, v období 1986–1987 vydával v samizdatu. V roce 1987 se uskutečnila jeho první samostatná výstava stodvaceti děl v MGU. Od roku 1989 začal pracovat jako nezávislý fotograf.
Od roku 1987 je členem skupiny Непосредственная фотография (Okamžitá fotografie). Během perestrojky založil nezávislý fotografický projekt o sovětské mládeži a ruských rockových hudebnících (vznikly portréty umělců jako Viktor Coi Boris Grebenčikov, Pjotr Mamonov, Andrejevna Smirnova (rocková skupina "Tupije") nebo Alexander Bašlachjev. Fotografie z tohoto období byly publikovány v knihách Artemije Kivoviče "Rok ve Svazu: 60., 70., 80. léta…" (1989) a "Co se stalo se sovětským undergroundem" (1990).
O něco později pracoval na projektu o sovětských monumentech (práce z těchto projektů byly vystaveny na výstavách: "Soc-art. Politické umění v Rusku." Treťjakovská galerie a v La Maison Rouge, Paříž v roce 2007). Od poloviny 90. let provedl nezávislé projekty s tematikou dokumentární fotografie o životě v Moskvě a v ruských provinciích.
V roce 1991 se mu narodila dcera Marie, posléze v roce 1996 se zúčastnil mezinárodního festivalu fotografie Interfoto v Moskvě. V roce 1999 získal stipendium od radnice Paříže a pracoval na tématu "Milenci v Paříži". V letech 1992–1993 se svou manželkou fotografkou Tatianou Libermanovou dokumentovali výstavy a performance v Galerii v Trjochprudnom pereulke.
V roce 2003 získal titul fotograf roku (projekt: člověk desetiletí), podle Ramblera. Pracoval jako fotograf na filmech režiséra Alexandra Zeldoviče – film Moskva (1997) a Míšeň (2008). V roce 2000 začal spolupracovat s nakladatelstvími magazínů jako: Afiša, Bolšoj gorod, Ogoňok, Afiša-MIR, Ekspjert, Štab kvartira, Medveď, Foto&Video, TimeOut, Rolling Stone, Geo, Elle, Vogue, GALA, Le Monde, Liberation, Esquire a řadou dalších, pro které fotografuje portréty a reportáže. V roce 2007 se jako jeden z 50 světových fotografů podílel na projektu Jeden den v Lotyšsku. O 20 let později, na základě tohoto projektu vyšla kniha Jeden den v Lotyšsku.
Preferovaná technika fotografa je dálkoměrný fotoaparát Leica M6 a černobílá fotografie. Působí jako pedagog na Moskevské škole fotografie a multimédií Alexandra Rodčenka a na Akademii klasické fotografie.

## Samostatné výstavy (výběr)
- 2013 Retrospektiva La Russie d'Igor Moukhin, photographies de 1987 à 2012. Grand Réservoir de L’Hôpital de Bicêtre, Le Kremlin-Bicètre. Festival RussenKo 2013, Francie.
- 2012 La mia Mosca. Festival Fotografia Europea 2012. San Pietro Cloisters. Reggio Emilia, Itálie.
- 2008 Igor Moukhin, Stockholmsmässan, Švédsko
- 2008 Игорь Мухин Фонд содействия развития искусств, Kyjev, Ukrajina
- 2008 Igor Moukhin, CM ART, Paříž
- 2008 Игорь Мухин Галерея на Солянке, Moskva
- 2005 Путешествие. Фотоцентр. Москва, Фестиваль Мода и стиль в фотографии
- 2004 I. Moukhin. Contemporary Russian Photography. The Camera Obskura Gallery, Denver, USA
- 2004 I. Moukhin: Visions of Contemporary Russia. Hatton Gallery, Colorado State University, Fort Collins, USA
- 2004 Провинция. Нижегородские каникулы. Музей Симбирская фотография, Uljanovsk
- 2004 Generation next. Auditorium parco della musica. Festival Russo, Řím
- 2004 Тяжёлое дыхание зимы. XL Галерея, Moskva
- 2003 Contemporary Moscow Photography. Anahita Gallery, Santa Fe, USA
- 2003 Wien — Moscow. Krinzinger Projekte, Vídeň
- 2003 Moskauer Jugent im 3. Jahrtausent. Moskauer Tage in Berlin, Kulturbrauerei, Berlín
- 2003 Moskva — Paříž. Строгановский дворец, Государственный Русский музей, Petrohrad
- 2002 Moskva — Paříž. Moskevský dům fotografie, Moskva
- 2002 Нижний Новгород. Лето 2001. Фестиваль Pro-зрение, Nižnij Novgorod
- 2002 Moscow. International Photography Festival, Pching-jao, Čína
- 2001 Москва Light. Государственный научно-исследовательский музей архитектуры им. А. В. Щусева, Moskva
- 2000 La jeunesse a Paris. (Mois de la photo 2000), Galerie Carre Noir, Paříž
- 1999 Igor Moukhin. Galerie Carre Noir, Paříž, Francie
- 1998 Молодежь в большом городе. Фотобиеннале 98, Manéž, Moskva
- 1998 Moscou la Jenne. Biblioteque Elsa-Triolet, Pantin, Francie
- 1997 Soviet Epoch: Benches and Monuments. Photohouse, Riga, Lotyšsko
- 1996 Life in the City. Lotyšské muzeum fotografie, Riga, Lotyšsko
- 1996 Меняющийся пейзаж. Фотобиеннале 96, Дом художников на Кузнецком мосту, Moskva
- 1995 40 фотографий. Музей революции, Moskva
- 1995 Vision of Russia. Naarden Fotofestival, Grote Kerk, Naarden, Nizozemsko
- 1994 Скамейки: трансформация для будущего. XL Галерея, Moskva
- 1993 Советское монументальное искусство. Fotografická galerie Йошкар-Ола
- 1990 И. Мухин, Photo-Gallery, Ленинград, SSSR
- 1987 Молодым о молодых. Klub MGU, SSSR

## Skupinové výstavy (výběr)
- Sots Art. Political Art in Russia from 1972 to today. La Maison Rouge, Paříž 2007[5]
- Соц-арт. Политическое искусство в России, Государственная Третьяковская галерея. 2 Московская биеннале современного искусства, 2007
- Новый вариант экспозиции Искусство XX века (часть I). Государственная Третьяковская Галерея. Moskva. 2006
- Давай! Russian Art now. Postfuhramt, Berlin; travelling MAK, Vídeň 2002
- Idea Photographic: After Modernism. Museum of Fine Arts, Nové Mexiko 2002[6]
- Память тела. Нижнее белье советской эпохи. Гос. Музей истории С. Петербурга; Выставочный зал Н. Новгород; ЦДХ г. Moskva 2001
- After the wall. Moderna Museet, Stockholm; The Ludwig Museum, Budapešť; National Galleries im Hamburger Bahnhof, Berlín 1999
- Photography from the collection. Museum of Modern Art, New York 1998[7]
- From the collection. Maison européenne de la photographie, Paříž, 1997
- Changing Reality. The Corcoran Gallery of Art, Washington, D.C., 1991
- FOTO 86. Малая Грузинская, 28. Moskva

## Autorské výstavy (výběr)
- Just pie in the sky. Text: Bastien Manac’h. Vyd. Bergger. Paříž, 2017[8]
- Weekend. Treemedia, Moskva. 2017[9]
- Ja viděl rok-n-roll. Fotografii 1985-1991/ Viděl jsem rock'n'roll: Fotografie 1985-1991. Treemedia, Moskva. 2016
- Igor Moukhin. Photographies 1987 - 2011. Texty Christian Gattinoni, Bahia Allouache, Éditions Loco, Paříž 2013. ISBN 978-2-919507-12-2
- Igor Moukhin, My Moscow. Schilt Publishing, 2012. / Igor Mukhin. Mein Moskau: Fotografien 1985–2010. Benteli Verlags Ag, 2012[10]
- Игорь Мухин / Igor Moukhin. Каталог. Издание CM ART / Галерея на Солянке, text: Олег Шишкин, Moskva 2008
- ПАРАДОСКИ Людмила Петрушевская Стихи / Igor Muchin fotografie. ROST Media. Moskva 2006; 39 fotografií ISBN 5-902223-07-5
- Igor Muchin /Igor Moukhin. Katalog výstavy. Арт-кафе Галерея / Moskevský dům fotografie, text: Александр Зельдович, Moskva 2005, 40 černobílých ilustrací
- Igor Moukhin. Text: A. D. Coleman[11]. Hatton Gallery, Colorado State University, Fort Collins, USA 2004
- Rožděnije v SSSR. Text: Екатерина Деготь, Стив Йетс. Изд. Л. Гусев, Moskva, 159 černobílých ilustrací. ISBN 5-9649-0003-8
- Wien Вена Vienna. Text: Peter Weiermair, Константин Бохоров. 2004, Krinzinger Projekte, Vídeň, 58 černobílých ilustrací
- Moskva — Paříž. Text: Ольга Свиблова.[12] Moskevský dům fotografie, Moskva / Carre Noir, Paříž, 2000, 61 černobílých ilustrací, ISBN 2-909569-12-8
- Avoir 20 ans a Moscou. Text: G. Saffrais. Paříž, Editions Alternatives, 1998, 46 černobílých ilustrací, ISBN 2-86227-170-5[13]
- Скамейки: трансформация для будущего. Text Елена Селина, D. Neumaier. Moskva, XL галерея, 1994, 30 černobílých ilustrací
- Булгаковские места в Москве, Серия из 32 фотографий для книги для Biblioteca del Vestello, Řím, 1994. ISBN 2-86227-170-5

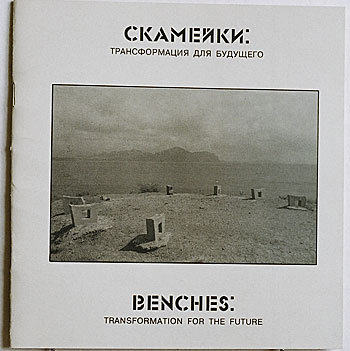
Moskva 1994. Скамейки: трансформация для будущего. XL Galereja
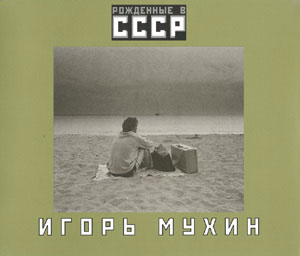
Moskva 2005. kniha Rožděnije v SSSR

## Sbírky
- Treťjakovská galerie
- Moskevský dům fotografie
- Moskevské muzeum moderního umění
- Národní centrum současného umění
- Gosudarstvennyj naučno-issledovatěl'skij muzej architěktury im. A. V. Ščuseva
- Muzeum aktuálního umění ART4.RU
- Muzej istorii goroda Moskvy
- Museum of Modern Art, New York
- The Corcoran Gallery of Art
- Museum of Fine Art, Santa Fe
- The Norton and Nancy Dodge Collection of Nonconformist Art from the Soviet Union Jane Voorhees Zimmerli Art Museum, Rutgers, State University of New Jersey
- Maison Europeenne de la Photographie, Paříž
- Fonds National d’Art Contemporian (FNAC)
- Harry Ransom Humanities research Center, Texaská univerzita v Austinu
- Denver Art Museum, Denver
- Southeast Museum of Photography, Daytona Beach
- Victor Barsokevitch Photographic Center, Kuopio
- The Navigator Foundation, Boston
- Latvijskij muzej fotografii
- Wien Museum, Vídeň
- Kollekcija banka UBS

## Ocenění
- 1994 — Státní ruské stipendium Člověk umění
- 1998 a 2005 — vítěz soutěže Stříbrná kamera, Moskevský dům fotografie
- 1999 — Stipendium města Paříže

## Galerie

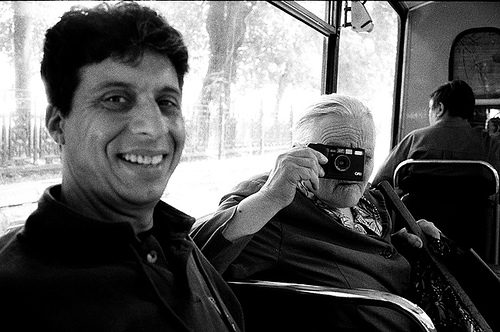
Georgij Pinchasov, 1998
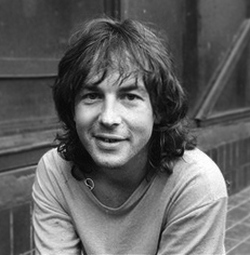
Alexandr Bašlačjov, Moskva 1987
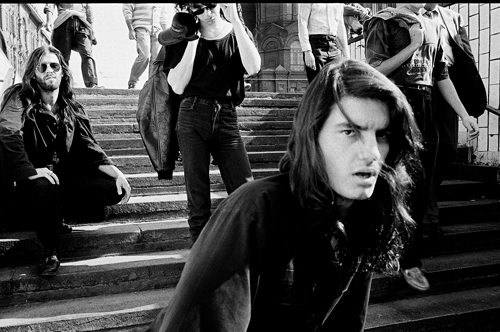
Žan Sagadejev a E. S. T., Moskva 1992
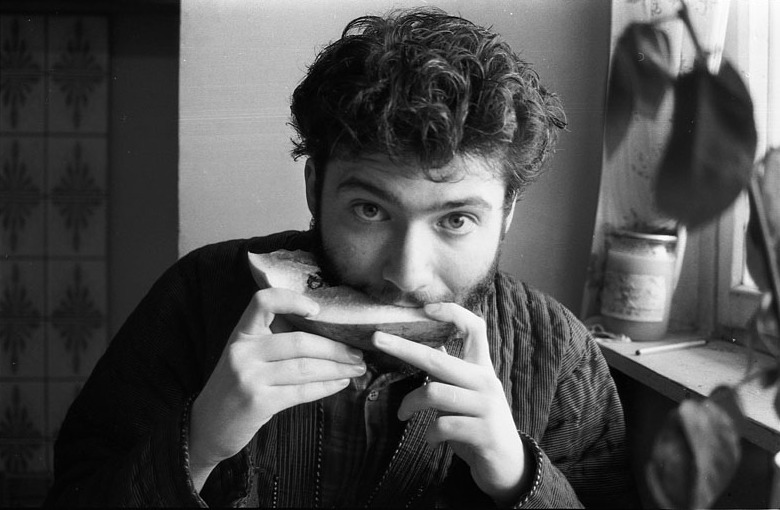
Pavel Pepperstein, 1990
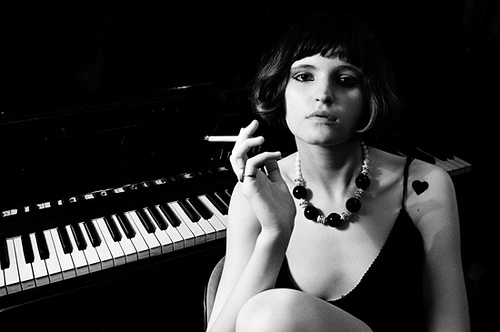
Dunja Smirnova, Moskva 1988
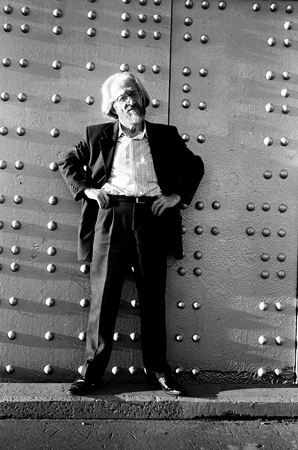
Fotograf Nikolaj Sergejevič Bacharev
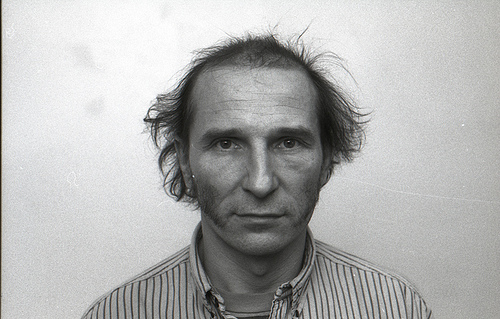
Petr Mamonov, Moskva 1995
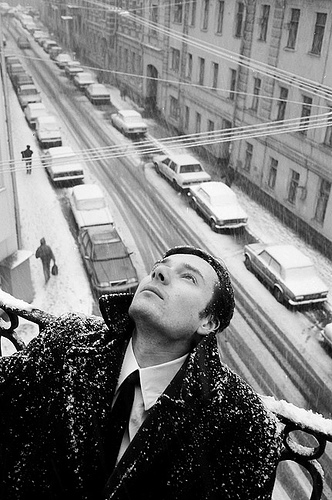
Vladimir Dubosarskij, Moskva 1992
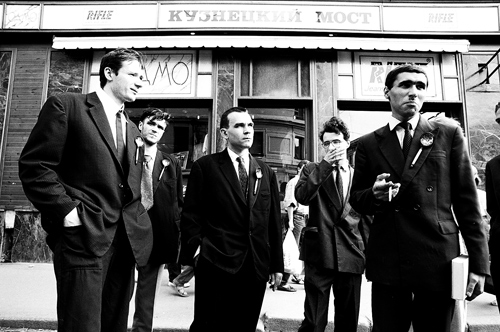
Umělci Vladimir Dubosarskij, Alexander Sigutin, Ilja Kitup a Avděj Ter-Oganjan. Akce Futuristé na Kuzněckém mostě. Moskva 1993
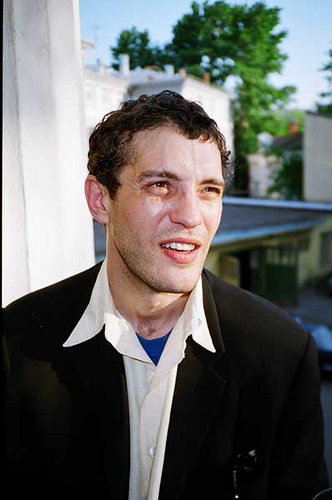
Gor Čachal